# Atmel AT89C51AC2
Microcontrolerul AT89C51AC2 realizat de Atmel este compatibil cu arhitectura 8051. Aceasta poartă și denumirea de arhitectură MCS51 după numele primului astfel de microcontroler realizat de Intel. Familia de microcontrolere MCS51 datează de la începutul anilor 80 este succesoarea familiei 8048 păstrând compatibilitatea cu aceasta. Arhitectura 8051 folosește o magistrală de date, regiștrii și o unitate aritmetico-logică pe 8 biți și o magistrală de adrese de 16 biți. În momentul actual Intel nu mai produce microcontrolere compatibile MCS51. Microcontrolerele compatibile cu arhitectura 8051 sunt încă produse de firme precum: Atmel, Maxim, Infineon sau Texas Instruments.

## Seria AT89
Microcontrolerele produse de Atmel comptibile MCS51 fac parte din seria AT89.În funcție de tipul de aplicație pentru care ar putea fi folosite există următoarele categorii:
- pentru aplicații de rețea având un CAN
- pentru aplicații de iluminat
- pentru aplicații ce folosesc USB
- cu memorie flash reprogramabilă
- cu memorie flash reprogramabilă ISP

## Microcontrolerul AT89C51AC2
Acesta face parte din categoria de microcontrolere cu memorie flash reprogramabilă ISP. În componența sa intră următoarele:
- 256 bytes RAM
- 1 KB XRAM
- 32 KB memorie Flash
- 2 KB memorie Flash pentru bootloader
- 2 KB memorie EEPROM
- 3 timere/countere pe 16 biți
- 1 port UART full duplex
- 5 porturi de intrare/ieșire
- 1 timer Watchdog pe 21 de biți cu 7 biți programabili
- 1 convertor analog-digital pe 10 biți cu 8 canale multiplexate

Modul în care sunt aranjate este arătat de următoarea schemă:

Există 2 tipuri de configurație de pini pentru AT89C52AC ambele având 44 de pini: PLCC44 și VQFP44.

## Detalierea componentelor

#### Ceasul
AT89C51AC are nevoie de 6 cicli de ceas pentru un ciclu mașina această proprietate poartă numele de "X2" și asigură următoarele 
 caracteristici:
- reduce consumul energetic păstrând frecvența procesorului
- crește de 2 ori puterea CPU cu aceeași frecvență a cristalului

#### Memoria de date
Din punctul de vedere al microcontrolerului memoria de date este împărțită în:
- memoria internă
- memoria externă

Memoria internă este formată din:
- primii 128 de bytes din memoria RAM care reprezintă memoria de date accesibilă programatorului
- ultimii 128 de bytes din memoria RAM care conțin regiștrii de stare (SFR) ai microcontrolerului
- cei 1024 de bytes din memoria XRAM

#### Memoria program
Memoria program ce conține codul ce trebuie executat este separat fizic de memoria dedicată datelor. În acest fel memoria de cod 
 este protejată împotriva susprascrierilor intenționate sau întâmplătoare. Pentru memorie există un spațiu de 32 de KB
 pe chip ce pot fi extinși cu 64 KB externi. Pentru interfațare cu o memorie flash externă este nevoie folosirea 
 magistralelor de date și adrese externe. Magistrala de date este "ascunsă" de portul P0 pe când magistrala de adrese este formată 
 în partea inferioară de portul P0 și în partea superioară de portul P2.

#### Convertorul analog-digital
Convertorul încorporat în AT89C51AC2 are o precizie pe 10 biți și poate folosi 8 canale analogice multiplexate. Acesta poate fi 
folosit în 2 moduri: conversia standard pe 8 biți sau conversia de precizie pe 10 biți. Pentru a selecta conversia de 
precizie se setează bitul PSIDLE din registrul SFR ADCON. Timpul de conversie este de aproximativ 16 microsecunde și acceptă

valori ale curentului de intrare între 0 și 3 V.